# Nesoddtangen
Nesoddtangen är en tätort som utgör centralort i Nesoddens kommun i Akershus fylke i sydöstra Norge.